# Laponcea cippata
Laponcea cippata – gatunek kosarza z podrzędu Laniatores i rodziny Podoctidae. Jedyny znany przedstawiciel monotypowego rodzaju Laponcea.

## Występowanie
Gatunek endemiczny dla Mauritiusu.